# Brown-Halbinsel
Die Brown-Halbinsel ist eine nahezu eisfreie, aus dem Ross-Schelfeis aufragende Halbinsel an der Scott-Küste des ostantarktischen Viktorialands. Sie liegt nördlich des Mount Discovery und ist mit diesem Berg über einen Isthmus verbunden. Die Halbinsel trennt das Schelfeis vom westlich gelegenen Lauf des Koettlitz-Gletschers.
Entdeckt wurde sie bei der Discovery-Expedition (1901–1904) unter der Leitung des britischen Polarforschers Robert Falcon Scott. Dieser benannte sie fälschlich als Brown Island aufgrund ihrer bräunlichen Färbung und wegen ihres inselhaften Charakters. Der Name wurde später der tatsächlichen Natur des Objekts angepasst.